# Markt Allhau
Markt Allhau est une commune autrichienne du district d'Oberwart dans le Burgenland.